# ヨネザワフーズ
ヨネザワフーズ株式会社は、熊本市東区尾ノ上一丁目に本社を置く春雨の製造・販売会社。
九州一円にメガネ店を展開する株式会社ヨネザワの子会社。

## 事業内容
- 国内産春雨、葛切り製造・販売、緑豆春雨販売

## 主な商品
- 国内産春雨（家庭用、業務用）
- 輸入緑豆春雨（家庭用、業務用）
- 太平燕カップ
- 太平燕5食
- ぷちはるさめ
- はるさめスープ

## 主な関連会社
- ヨネザワ
- ドゥ・ヨネザワ